# 대연초등학교
대연초등학교는 대한민국 부산광역시 남구 대연동에 있는 공립 초등학교이다.

## 학교 연혁
- 1937년 4월 1일 성지공립보통학교 대연분교장 개교
- 1940년 3월 31일 대연공립심상소학교 승격 인가
- 1941년 4월 1일 대연공립국민학교로 개칭
- 1950년 6월 1일 대연국민학교로 개칭
- 1975년 3월 1일 연포국민학교 분리
- 1980년 5월 10일 대천국민학교 분리
- 1996년 3월 1일 대연초등학교로 개칭
- 2017년 9월 1일 제29대 정기택 교장 취임
- 2021년 2월 19일 [대연초등학교 철거현장]
- 2021년 2월 23일 대연롯데캐슬스타 [지상 37층, 지하 2층] 롯데건설 [공사중]

## 참고 자료
- 대연초등학교 - 한국교육학술정보원 학교알리미